# Oppegård
Oppegård este o comună din provincia Akershus, Norvegia.